# Aeroportul Regional Four Corners
Aeroportul Regional Four Corners (IATA: FMN, ICAO: KFMN, FAA LID: FMN) este un aeroport din New Mexico, Statele Unite ale Americii. Aeroportul a fost tranzitat în 2019 de 4 pasageri.
Situat la o altitudine de 1.678 m, aeroportul dispune de 2 piste.

## Infrastructură

### Piste
Aeroportul dispune de 2 piste. Pista 05/23 are suprafața de asfalt și dimensiunile 6.500 picioare × 150 picioare. Pista 07/25 are suprafața de asfalt și dimensiunile 6.704 picioare × 100 picioare. 